# Philmont Scout Ranch
Philmont Scout Ranch é um rancho em Cimarron, Novo México, que é propriedade de Boy Scouts of America. Philmont é um acampamento de jovens de base montanhosa, onde os escuteiros podem fazer caminhadas que duram de 7 a 12 dias.

## Visão geral
O Philmont Scout Ranch abrange 140.177 acres (219 sq mi; 567 km²) de área selvagem nas Montanhas Sangre de Cristo nas Montanhas Rochosas. 
Doado pelo barão do petróleo Waite Phillips, o rancho pertence e é operado pela Boy Scouts of America. É uma "National High Adventure Base" onde equipes de Escoteiros e Aventureiros participam de caminhadas e outras atividades ao ar livre. Por área terrestre, é um dos maiores acampamentos de jovens do mundo. Durante a temporada, entre 8 de junho e 22 de agosto, cerca de 22.000 escoteiros e líderes adultos viajam de mochila às costas pelo extenso campo. Mais de 1.130 funcionários sazonais são responsáveis pelas operações de verão do Rancho.
O Philmont Scout Ranch também abriga o "Philmont Training Center", o "National Scouting Museum" e a "Seton Memorial Library". O Centro de Treinamento é o local principal para os programas nacionais de treinamento de voluntários da BSA. Philmont é uma fazenda produtora que mantém pequenos rebanhos de gado, cavalos, burros e bisões.

Mapa de elevação do
Philmont Scout Ranch.

A única trilha de Tyrannosaurus rex documentada no mundo foi descoberta dentro dos limites do campo em 1993, no North Ponil Canyon, pelo Anasazi Trail Camp. Foi formalmente identificado em 1994.
Existem três outros "acampamentos de aventura" que a BSA possui e mantém: o "Northern Tier High Adventure" em Minnesota, bem como Manitoba e Ontário no Canadá; o "Florida National High Adventure Sea Base" em Florida Keys; e a "The Summit Bechtel Family National Scout Reserve", no sul da Virgínia Ocidental.

## Localização e geografia

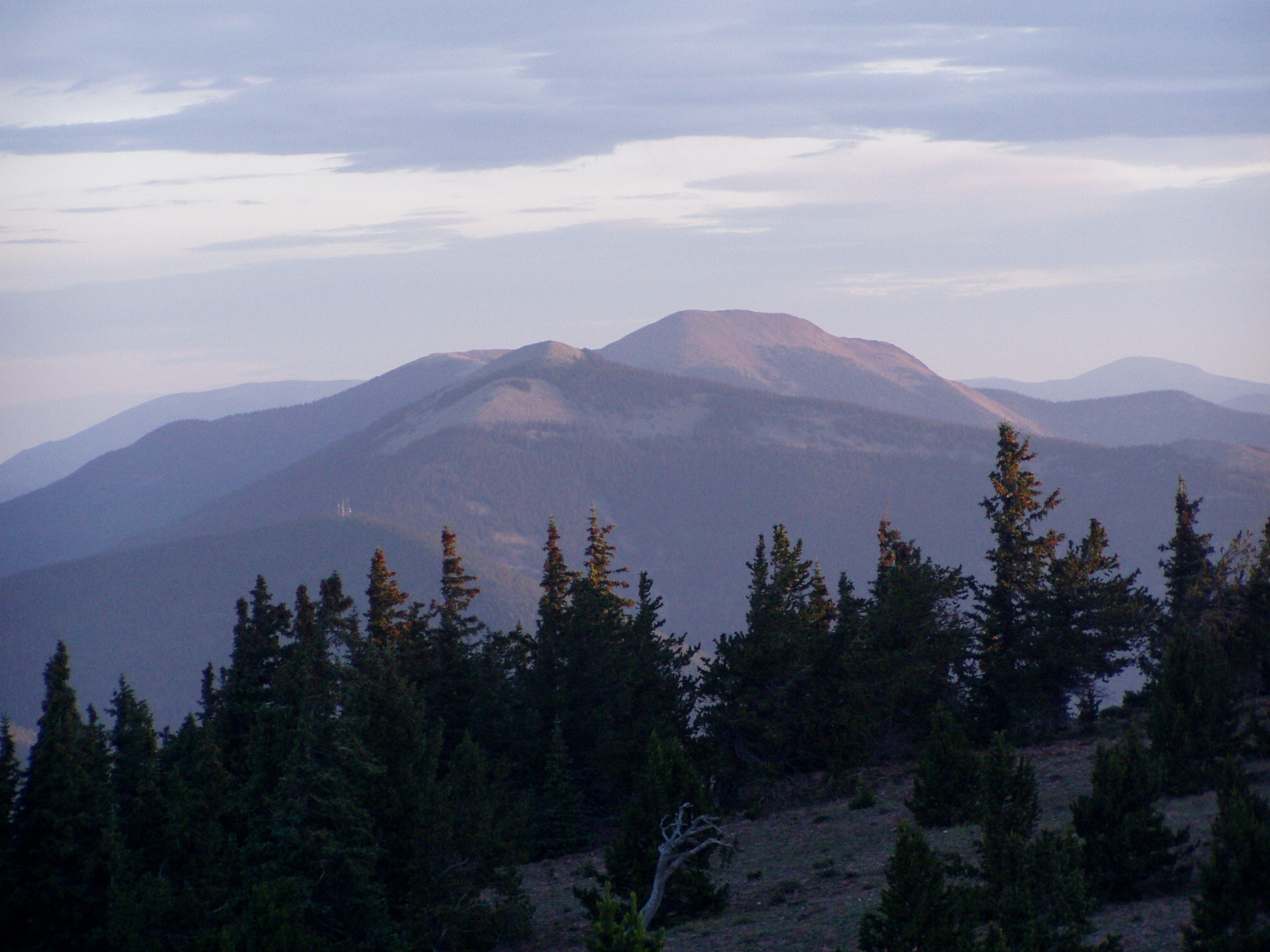
O "Mount Baldy", visto do "Mount Phillips".

O Philmont Scout Ranch está localizado nas Montanhas Sangre de Cristo nas Montanhas Rochosas do Novo México. A aldeia mais próxima é Cimarron, Novo México. O endereço do rancho é geralmente dado como 17 Deer Run Rd., Cimarron, Novo México, 87714. Também fica a cerca de 20 milhas (32 km) a oeste-noroeste de Springer, Novo México, e 35 milhas (56 km) a sudoeste de Raton, Novo México. Philmont tem cerca de 12 milhas (19 km) de diâmetro (de leste a oeste) em seu ponto mais largo, e cerca de 30 milhas (48 km) de comprimento (norte a sul). Não há montanhas ao sul ou a leste de Philmont. O interior da fazenda é montanhoso, mas uma pequena parte da área oriental é uma pradaria.
O ponto mais baixo de Philmont é o canto sudeste a 6.500 pés (2.000 m) e o ponto mais alto é o pico da "Baldy Mountain", localizado na fronteira noroeste do rancho, a 12.441 pés (3.792 m). Além do Baldy, o rancho contém vários picos proeminentes. O South Country é o lar de uma série de seis picos difíceis, a saber, Monte Phillips, Comanche Peak, Big Red, Bear Mountain, Black Mountain e Schaefers Peak, bem como Trail Peak, que é popular por sua proximidade de Beaubien, e destroços da queda de um bombardeiro B-24 em 1942 perto de seu cume. Dos vários picos da fazenda com acesso por trilha, Black Mountain é amplamente considerado o mais difícil, seguido de perto por Baldy e Big Red.
O marco mais conhecido é o "Tooth of Time" a 9.003 pés (2.744 m), um monólito de granito que se projeta 500 pés (150 m) verticalmente a partir de uma cordilheira leste-oeste. "Tooth of Time Ridge", e a linha de latitude em que se situa, marcam a fronteira entre as seções central e sul de Philmont. O limite entre as seções central e norte é em torno da Rota 64 dos Estados Unidos, que corre logo ao sul da parte mais estreita da forma em 'I', que tem apenas alguns quilômetros de largura. Outros marcos importantes no rancho incluem Grizzly Tooth, Window Rock, Deer Lake Mesa, Wilson's Mesa e Urraca Mesa.